# Hank Skinner
Pour les articles homonymes, voir Skinner.
 (novembre 2020).
Si vous disposez d'ouvrages ou d'articles de référence ou si vous connaissez des sites web de qualité traitant du thème abordé ici, merci de compléter l'article en donnant les références utiles à sa vérifiabilité et en les liant à la section « Notes et références ».
Henry Watkins Skinner, dit Hank Skinner, né le 4 avril 1962 à Danville  (Virginie) et mort le 16 février 2023 à Galveston (Texas), est un criminel américain condamné à mort au Texas. 
Jugé coupable d'avoir assassiné son amie, Twila Busby, et poignardé à mort ses deux fils, Randy Busby et Scooters Caler, Hank Skinner, qui a toujours clamé son innocence, est condamné à mort en mars 1995.

## Les faits
Le meurtre a eu lieu le 31 décembre 1993 au 801 East Campbell Avenue de Pampa. Skinner, alors âgé de 31 ans, avait consommé de l'alcool et de la codéine, à laquelle il était sévèrement allergique, et était finalement tombé  dans une stupeur comateuse. Un ami, Howard Mitchell, était venu chercher Skinner et Twila Busby pour une réception du nouvel an, mais n'avait pas pu réveiller Skinner.[réf. nécessaire]

## Déroulement des meurtres
Durant la réception du nouvel an, Twila Busby, 40 ans, est harcelée par son oncle en état d'ébriété, Robert Donnell, un homme de grande taille qui lui aurait fait des avances sexuelles et qui l'aurait déjà violée durant sa jeunesse. Inquiète, elle aurait demandé à Mitchell de la reconduire à son domicile. Elle arrive à son domicile entre 23 heures et 23 h 15. Peu de temps après, elle est battue à mort et étranglée, son jeune fils Randy étant poignardé à mort dans son lit. Son fils aîné, Elwin « Scooter » Caler, 22 ans, également poignardé, s'effondre dans un jardin après avoir réussi à s'échapper vers une maison voisine; il ne reprend jamais connaissance. À 23 heures 59 la police est appelée par la voisine.[réf. nécessaire]

## Comportement de Skinner
Skinner n'avait subi aucun dommage corporel hormis une coupure à la main droite, provoquée par sa chute du canapé quand Scooter l'avait traîné par terre, due à du verre brisé sur le sol. Skinner avait titubé jusqu'à la maison d'un voisin, Andrea Joyce Reed, où il fut arrêté trois heures plus tard.
Après son arrestation, Skinner n'était pas en mesure de se tenir debout — voir sur la photo prise par la police. Emmené  ensuite dans un hôpital, des échantillons de sang lui furent prélevés. Ces échantillons, pris six heures et demie après les meurtres, ont montré une  alcoolémie de 2,1 g/l, plus de deux fois la limite légale au Texas. Les tests ont aussi révélé des niveaux élevés de codéine dans son organisme.[réf. nécessaire]

## Autopsies
Les résultats de l'autopsie de Twila Caler révélèrent une fracture de l'os hyoïde ayant nécessité  une grande force manuelle, et  une autre, sur son crâne anormalement épais. Des fragments  d'os ont été retrouvés à l'intérieur du cerveau. Skinner, de petite taille et  blessé à la main droite, était probablement dans un état semi-comateux au moment des meurtres.  On estime que  la force de sa main droite était réduite de plus de 50 %. Selon ses défenseurs, il n'a donc pas pu infliger les blessures mortelles de Twila. [réf. nécessaire]
Au moment des meurtres, un témoin, Ronnie Campbell, incarcéré dans la prison du comté, avait téléphoné chez Skinner. C'est Scooter qui avait répondu et Campbell avait entendu un homme non identifié qui n'était pas Skinner parler avec Twila Busby. Il a demandé à parler à Twila mais Scooter lui avait répondu qu'elle parlait « avec quelqu'un ». Campbell déclara qu'il avait entendu Twila « crier hystériquement en arrière-plan ». Le geôlier de Campbell confirma que ce dernier lui avait rapporté la conversation peu de temps après. Ni Campbell, ni le geôlier ne furent  appelés à témoigner au procès de Skinner par son avocat nommé d'office. Le registre des appels téléphoniques de la prison du comté aurait « disparu ».[réf. nécessaire]

## Condamnation
Pour le meurtre de Twila et de ses enfants, Skinner a été mis en accusation le 18 mars 1994, et condamné à mort le 23 mars 1995. Une audition après le procès a mis en évidence que des témoins présentaient des signes de conflit d'intérêts. L'incompétence de son avocat commis d'office et l'absence de tests d'ADN, ainsi que de nombreuses irrégularités, ont marqué le procès.[réf. nécessaire]

## Rétractation du témoin d'accusation
Madame Reed, la voisine, qui s'était portée au secours de Skinner après l'assassinat, aurait été menacée par la police d'être accusée de complicité et d'héberger un fugitif. Elle a également été menacée de voir ses enfants placés. En réponse, son témoignage au procès a été ce que l'avocat général  lui a demandé de dire. Elle déclara que Skinner s'était introduit de force  dans sa maison et qu'il était physiquement capable de commettre des meurtres. Ce témoignage a permis à l'accusation d'obtenir un verdict de culpabilité et une sentence de mort.  Mais quelques années plus tard, prise de remords signa une déposition selon laquelle  Skinner n'avait pas pu pénétrer chez elle de force  et qu'il n'était pas en mesure de se tenir debout. Elle ajouta qu'elle avait dû pratiquement le transporter partout où il était allé dans sa maison.[réf. nécessaire]

## Défense

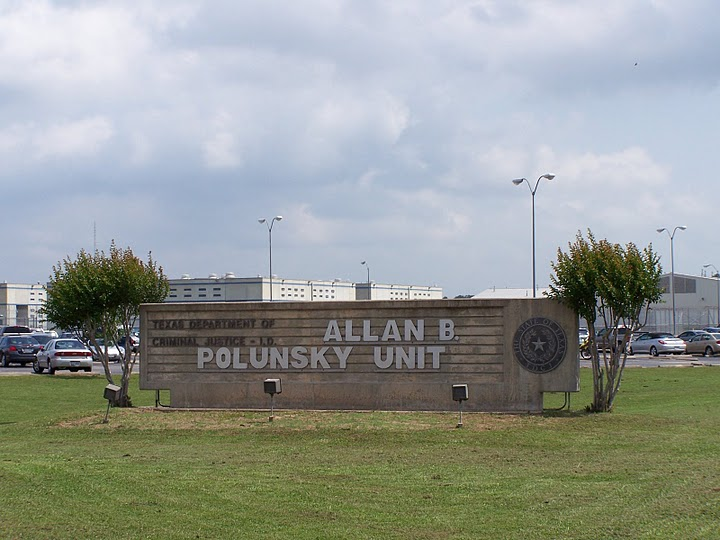
Allan B. Polunsky Unit

En 2000, David Protess, professeur de journalisme à l'université Northwestern à Chicago, et ses élèves ont mené deux enquêtes indépendantes de l'affaire. Leur demande d'analyse de l'ensemble de l'ADN n'a été que partiellement accordée. À la suite de la pression médiatique, l'avocat général, John Mann, a fait tester deux cheveux retrouvés dans la main de Twila. Avant la publication du rapport, l'avocat général a mené une campagne de diffamation en déclarant aux médias que les résultats des tests confirmaient sa culpabilité. À la publication des résultats d'analyse, il s'est avéré que l'ADN retrouvé sur les cheveux disculpe Hank et l'ADN d'un homme inconnu a été isolé. Les appels introduits par l'équipe de défense ont été rejetés par la cour d'appel du Texas. Convaincu de l'innocence de Skinner, David Protess a conclu que tant que les propositions de révision de la cause seraient rejetées, rien ne pourrait être fait. Les recours ont été déposés à la Cour fédérale de district, présidé par le juge Mary Lou Robinson.
La défense de Skinner a en permanence tenté de relancer l'affaire par le biais de différentes stratégies, dont la liste figure sur les documents du site officiel. La première demande de tests ADN et les demandes en appel ont été présentées, sans succès jusqu'ici.
Le 27 juillet 2007, l'équipe de défense a présenté une nouvelle demande de tests ADN, faisant valoir que les motifs invoqués pour rejeter la première motion ont maintenant été annulés par le même tribunal. 
Skinner écrit régulièrement des rapports  sur ses conditions de détention dans le couloir de la mort.
Le 12 mai 2008, la cour fédérale du 5e circuit a finalement accordé un certificat d'appel sur deux éléments du dossier de Hank Skinner, sur la base d'éléments importants connus au moment de son procès qui n'ont jamais été présentés aux jurés. [réf. souhaitée]

## Appels
Le 14 juillet 2009, la cour d'appel fédérale du 5e circuit a confirmé le rejet de son appel fédéral.[réf. souhaitée]
Le 1er octobre 2008, la cour d'appel du Texas a tenu une audience concernant la deuxième demande de tests ADN refusée par la cour du district. En septembre 2009, le CCA a rendu une opinion qui confirme le refus de la cour inférieure d'accorder les tests ADN. 
Le 20 octobre 2009, le juge Steven Emmert a signé un mandat d'exécution. La date a été fixée au 24 février 2010.
Le 23 novembre 2009, ses avocats ont déposé un recours à la Cour suprême des États-Unis.
Le 27 novembre 2009, la défense a déposé une plainte en cour fédérale contre l'avocate générale du comté de Gray, Lynn Switzer, qui refuse toujours de transmettre les éléments matériels saisis sur la scène du crime afin que des tests privés puissent être effectués.
Le 15 janvier 2010, le magistrat chargé de la plainte recommande que celle-ci soit annulée. Décision confirmée par la Juge fédérale du district le 20 janvier. Ses avocats tentent de faire appel de cette décision à la Cour Fédérale du 5e Circuit, mais celle-ci refuse cette demande d'appel qui, selon elle, n'est pas du ressort de sa juridiction. Une requête à ce sujet est déposée à la Cour Suprême des États-Unis. 
Le 17 février 2010, la cour d'état accorde la requête des avocats qui vise à faire annuler le mandat d'exécution pour vice de forme et une nouvelle date d'exécution est fixée au 24 mars 2010. Un nouveau recours est déposé à la cour d'appel d'état pour faire annuler ce nouveau mandat d'exécution car Hank a toujours des appels en cours, par conséquent ses avocats estiment qu'il est prématuré pour le juge de signer un nouveau mandat. 
Le 1er mars 2010, la Cour Suprême des États-Unis refuse la première requête déposée en novembre 2009 qui concernait le rejet de l'appel fédéral. Ce même jour, les avocats de Hank déposent un nouvel appel en « habeas corpus » à la cour d'état qui n'a jamais pris une décision sur cet appel car elle a refusé dans le passé, à deux reprises, de traiter son appel en « habeas corpus ». Cette cour n'a pas encore décidé si oui ou non elle accepte de traiter son appel.
Le 24 mars 2010, la Cour Suprême suspend l'exécution de Hank Skinner trois quarts d'heure seulement avant l'heure prévue. Le même soir, l'épouse française de Hank Skinner, Sandrine Ageorges-Skinner est interviewée par Larry King sur CNN.
Le 24 mai 2010, la Cour Suprême annonce qu'elle va réexaminer le dossier.
Le 7 mars 2011, la Cour Suprême accepte à 6 voix contre 3 que Hank Skinner saisisse un tribunal fédéral pour réclamer ces tests ADN.
Le 3 novembre 2011, le tribunal du 31e district du Comté de Gray ordonne que la troisième demande de tests ADN d'Henry W. Skinner soit rejetée.
Le lundi 7 novembre 2011, États-Unis : La justice suspend l'exécution de Hank Skinner, prévue mercredi 9 novembre 2011.
Le 12 juin 2012, l'État du Texas et la défense de Hank Skinner déposent une requête conjointe signifiant leur accord pour que soient effectués les tests ADN et la requête est acceptée par la justice le 21 juin. Les tests ADN réalisés par sa défense démontrent en 2014 qu’une autre personne était sur les lieux du crime mais le juge Steven Emmert estime que ces tests n’apportent rien de nouveau.
En 2019, Hank Skinner demeure toujours dans le couloir de la mort.

## Mort
Hank Skinner meurt le 16 février 2023 dans un hôpital de Galveston, à la suite selon ses avocats de complications liées à une intervention chirurgicale effectuée en décembre pour lui enlever une tumeur au cerveau. Son exécution était planifiée pour le 13 septembre 2023.

## Mobilisation internationale
En 2010, une pétition a été lancée pour demander que l'exécution de Hank Skinner n'ait pas lieu et qu'il puisse obtenir les tests ADN qu'il réclame. En quelques semaines, cette pétition a recueilli plus de 6 000 voix. Amnesty International a aussi lancé une pétition au gouverneur du Texas.
En France, le cas de Hank Skinner et la mobilisation a fait l'objet de plusieurs articles dans la presse et son épouse française a été interviewée par de nombreux médias. Un documentaire intitulé Un moment dans la vie de Hank Skinner, réalisé par Jordan Feldman et diffusé par Canal Plus, relate au travers du regard de son épouse, Sandrine Ageorges-Skinner, les deux semaines qui précèdent la date d'exécution du 24 mars 2010. L'association « Ensemble contre la peine de mort »  a organisé  un rassemblement devant l'Ambassade des États-Unis en France le jour prévu de son exécution soit le 24 mars 2010, à partir de 17 heures.
D'autre part, les propos du journaliste Robert Ménard, à quelques jours de la date prévue de son exécution, qui mettaient en garde contre une source partielle ou partiale d'informations, ont suscité un débat public.